# Slow Down (låt av Douwe Bob)
Slow Down är en låt framförd av sångaren Douwe Bob.
Låten var Nederländernas bidrag till Eurovision Song Contest 2016 i Stockholm. Den framfördes i den första semifinalen i Globen den 10 maj 2016. Den kom vidare till finalen, där den slutade på 11:e plats med 153 poäng.

## Komposition och utgivning
Låtens musik är komponerad av Douwe Bob själv i samarbete med Jan Peter Hoekstra, Jeroen Overman och Matthijs van Duijvenbode. Han har även varit med och skrivit låttexten tillsammans med Hoekstra och Overman.
Låten släpptes den 5 mars 2016 för digital nedladdning utgiven av Universal Music Netherlands och fungerar som den första singeln från Douwe Bobs album Fool Bar som släpptes den 6 maj 2016. En officiell musikvideo till låten släpptes redan den 4 mars 2016, dagen innan singelsläppet.

## Listhistorik
"Slow Down" debuterade på fyrtionionde plats på den nederländska singellistan den 12 mars 2016. Den nådde som högst plats fem och låg totalt 15 veckor på listan.

### Listplaceringar
| Lista (2016)                              | Topplacering |
| ----------------------------------------- | ------------ |
| Nederländerna (MegaCharts Single Top 100) | 5            |